# 文理科
文理科（ぶんりか）とは高等学校に設置される学科の一つである。多くの設置校では文系と理系に分類される双方の科目を重点的に教育することにより国公立大学の受験に通用できるだけの学力を身に着けた生徒へと育成することを目標としている。大阪府の公立高等学校などをはじめとして近年は文理科を設置した高等学校が増えつつある。

## 文理科のある高等学校一覧
- 福島県立福島南高等学校 - 文理科
- 福島県立修明高等学校 - 文理科
- 福島県立いわき光洋高等学校 - 文理科
- 足立学園高等学校 - 文理科
- 山梨県立桂高等学校 - 文理科
- 山梨県立韮崎高等学校 - 文理科
- 三重県立川越高等学校 - 国際文理科
- 京都府立福知山高等学校 - 文理科学科
- 大阪府立北野高等学校 - 文理科
- 大阪府立天王寺高等学校 - 文理科
- 大阪府立生野高等学校 - 文理科
- 大阪府立三国丘高等学校 - 文理科
- 大阪府立茨木高等学校 - 文理科
- 大阪府立四条畷高等学校 - 文理科
- 大阪府立大手前高等学校 - 文理科
- 大阪府立高津高等学校 - 文理科
- 大阪府立豊中高等学校 - 文理科
- 大阪府立岸和田高等学校 - 文理科
- 愛媛県立西条高等学校 - 国際文理科
- 香川県立三木高等学校 - 文理科
- 福岡県立大川樟風高等学校 - 文理科
- 佐賀清和高等学校 - 探求文理科
- 宮崎第一高等学校 - 文理科
- 都城高等学校 - 文理科
- 鹿児島県立明桜館高等学校 - 文理科学科
- 鹿児島実業高等学校 - 文理科
- 神村学園高等部 - 文理科
- れいめい高等学校 - 文理科